# Carmen Mur Gómez
Carmen Mur Gómez (Barcelona, 1947) és una empresària catalana considerada com una pioneres en el treball temporal a Espanya.
Es va diplomar en administració i direcció d'empreses i també de màrqueting de serveis a Esade. Va començar la seva trajectòria com a secretària d'una escola de secretàries de nom BACOSA. El 1981 va crear una empresa de contractació pionera amb el treball temporal a Espanya, anomenada Teacher's Group. El 1987 Manpower va entrar al capital de la seva empresa. El 1996 va vendre la seva empresa a la multinacional Manpower i s'hi va quedar per gestionar-la. Va ser presidenta executiva i consellera delegada de Manpower a Espanya des del 2009 i l'única vicepresidenta dona a la cúpula de la patronal Foment del Treball. El 2012, després de 25 anys a la companyia, va deixar la presidència executiva de Manpower, que va assumir Raúl Grijalba. Va fer l'organització Impulsió de Negocis per ajudar a créixer petites i mitjanes empreses. El 2017 va fundar una empresa especialitzada en la selecció d'enginyers anomenada Mur&Martí, amb Anna Martí.
El 2009 va rebre el premi "Women Enterpeneurials Challenge" de les cambres de comerç de Barcelona, Nova York i India i la Medalla President Macià de la Generalitat de Catalunya. El 1999 va rebre el premi Woman Together de la Unesco. El 2019 va rebre el premi Creu Casas de l'Institut d'Estudis Catalans "Dones per canviar el món". El 1999 va crear la fundació El Somni dels Nens per fer realitat el somni d'infants amb càncer.